# ハシリカッコウ属
ハシリカッコウ属 走郭公属、Carpococcyx はカッコウ科の属の一つ。

## 分類
3種が属する。
- Carpococcyx viridis Sumatran Ground-Cuckoo スマトラハシリカッコウ
- Carpococcyx radiceus Bornean Ground-Cuckoo ハシリカッコウ
- Carpococcyx renauldi Coral-billed Ground-Cuckoo アカハシハシリカッコウ